# Omega Fornacis
Omega Fornacis (34 Fornacis) é uma estrela dupla na direção da constelação de Fornax. Possui uma ascensão reta de 02h 33m 50.71s e uma declinação de −28° 13′ 56.4″. Sua magnitude aparente é igual a 4.96. Considerando sua distância de 453 anos-luz em relação à Terra, sua magnitude absoluta é igual a −0.76. Pertence à classe espectral B9V.